# Tamás Noémi
Tamás Noémi (Debrecen, 1948. július 17. – Budapest, 2004. augusztus 1.) magyar festőművész, illusztrátor, művésztanár.

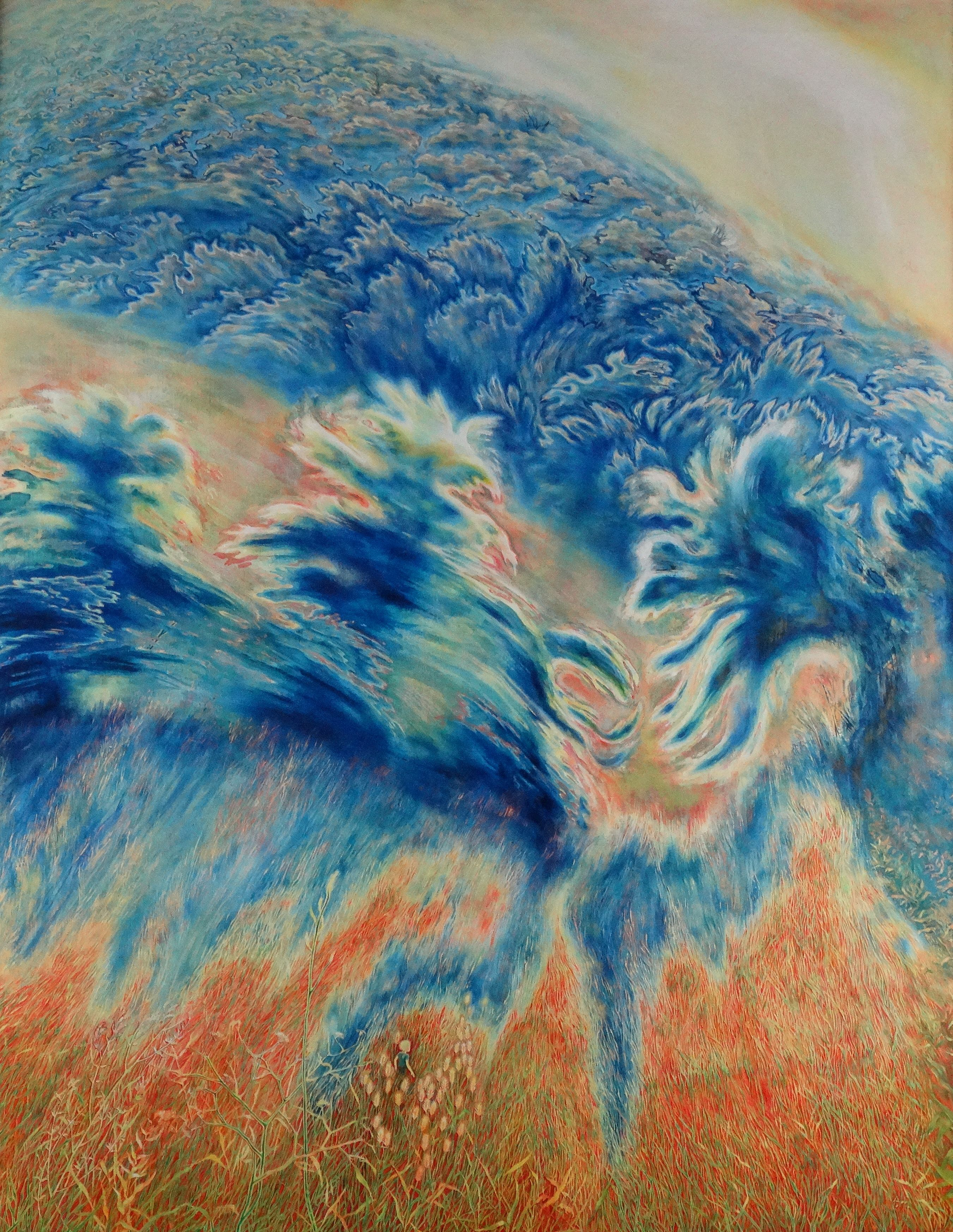
Tamás Noémi: Ábel a réten; olajfestmény vásznon

## Életrajza
Tamás Ervin és Horváth Erzsébet gyermekeként született. Tanulmányait a Budapesti Képző- és Iparművészeti Gimnáziumban, majd a Képzőművészeti Főiskolán végezte el 1968-72 között, Bernáth Aurél tanítványaként.
1973-ban Derkovits-ösztöndíjas lett. 
1976-ban volt első önálló kiállítása Helsinkiben, a számos belföldi és külföldi csoportos kiállításon kívül önállóan több mint 10 alkalommal mutatkozott be az ország több városában, valamint Helsinkiben. Alkotásait, munkásságát nagyfokú szakmai felkészültség és igényesség jellemezte, általában részletesen kidolgozott ábrázolásai főleg lélektani jelenségek vizuális megragadására irányulnak. Egyaránt készített olajfestményeket és akvarelleket. 
1972-től a Budapesti Dési Huber István Képzőművész Kör festőtanára. Szoros barátság kötötte Lóránt Zsuzsa szobrászművészhez, aki a Fiumei úti temetőben található, Tamás Noémit ábrázoló síremléket készítette. 
Munkái köz- és magángyűjteményekben láthatók Budapesten, Hamburgban, Vácott és Kaposváron.